# Communauté Aïn Karem
Aïn-Karem est une communauté catholique reconnue par le diocèse de Paris rassemblant environ 80 membres, prêtres et laïcs, au service de l’évangélisation, en paroisse mais aussi dans la rue. Proche de la revue Résurrection fondée en 1958 par Maxime Charles, elle propose un engagement dans l’apostolat.
Son nom provient du village d'Ein Kerem en Israël, lieu supposé de la Visitation de la Vierge Marie à sa cousine Élisabeth.

## Historique
Aïn Karem a commencé à la basilique du Sacré-Cœur de Montmartre à Paris. Sous l'impulsion de Maxime Charles, recteur de la basilique, et du père Michel Gitton, des groupes de jeunes se sont engagés dans des mouvements d'apostolat explicites dans Paris. L'une de ces entités, le mouvement du Buisson ardent, exerçait son apostolat tout particulièrement aux abords du Sacré-Cœur et de l'église Saint-Louis d'Antin, proche des grands magasins.
En 1985, le père de Vorges, nouveau recteur de la basilique du Sacré-Cœur, approuve le projet d'Aïn Karem, qui est fondé à l'abbaye de Solesmes. Les apostolats sont définis en 1986.
Outre l'évangélisation de rue, en paroisse de porte à porte, à destination des jeunes, et auprès des gens de la rue, la communauté Aïn Karem effectue des missions ponctuelles à la demande du clergé, ainsi que des missions d’été.

## Statuts
Septembre 1988 : approbation provisoire des statuts d'Aïn Karem dans le diocèse de Paris.
Mai 1992 : approbation des statuts de la communauté par le cardinal Lustiger, archevêque de Paris, pour une seconde période probatoire de cinq ans.

## Implantations
- Paris (19e arrondissement) : église Notre-Dame-de-l'Assomption-des-Buttes-Chaumont
- Paris (19e arrondissement) : église Sainte-Claire
- Paris (17e arrondissement) : église Saint-Michel des Batignolles
- Paris (13e arrondissement) : église Sainte-Anne de la Butte-aux-Cailles
- Paris (7e arrondissement) : patronage du Bon Conseil
- Provins : collégiale Saint-Quiriace